# Skraldespandsmodellen
Skraldespandsmodellen beskriver den kaotiske virkelighed, der hersker, når der i en organisation tages beslutninger i et organiseret anarki. Ved hjælp af modellen kan man forklare og forstå, hvordan forskellige organisationer træffer beslutninger. Modellen stammer fra artiklen A Garbage Can Model of Organizational Choice, skrevet af Michael D. Cohen, James G. March, og Johan P. Olsen i 1972.

## Det organiserede anarki
Organiserede anarkier opstår, når der i en organisation i en beslutningssituation skal foretages valg, der er karakteriserede ved problematiske præferencer, uklar teknologi og flydende deltagelse, som defineret nedenfor. Mens nogle organisationer (såsom offentlige, uddannelsesmæssige og illegitime organisationer) oftere er karakteriseret ved træk af organiseret anarki, kan kendetegnene være delvist beskrivende for enhver organisation, i det mindste en del af tiden.
1. Problematiske præferencer: Definitionen af problemet og målene er uklare. Aktørerne genkender først deres præferencer sent i processen og/eller ændrer deres præferencer flere gange.
2. Uklar teknologi: Aktørerne ved ikke nok om de organisatoriske regler og strukturer i beslutningsprocesserne. De har kun en rudimentær forståelse af, hvilke betyder opfylde hvilke mål. Det er sandsynligt, at aktører lærer gennem trial and error, men ikke forstår de underliggende årsager til, at enheder virker.
3. Flydende deltagelse: Medlemmerne af besluttende organer skifter, og de involveredes engagement afhænger af deres energi, interesse og tidsbegrænsninger. Derudover diskuteres visse emner gentagne gange.

## Beslutningsprocessen
I skraldespandsmodellen symboliseres beslutningssituationen (for eksempel: et møde, hvor ideer diskuteres og besluttes) som en "skraldespand", som deltagerne tilfældigt og kaotisk smider problemer og løsninger ned i, efterhånden som de genereres. 
Modellen beskriver de elementer, der er afgørende for beslutningsprocessen som uafhængige "strømme", der løber hver for sig isoleret fra hinanden. I "skraldespanden" er indholdet således en rodet, kaotisk blanding af fire strømme:
1. Problemer
2. Løsninger
3. Deltagere
4. Beslutningsmuligheder

Ifølge skraldespandsmodellen mødes disse fire strømme i "skraldespanden" under beslutningsprocessen. Således er beslutninger ikke er et resultat af rationel analyse, men derimod repræsenterer de et tilfældigt sammenløb af de fire strømme. Begrebet "strøm" har til formål at gøre det klart, at disse processer konstant er i bevægelse. For eksempel kan der i processen allerede findes løsninger på problemer, der endnu ikke er opstået. Dette anarkiske syn på beslutningstagning står i kontrast til traditionel beslutningsteori.